# Magnus Celsius
Magnus Nicolai Celsius, švedski astronom in matematik, * 16. januar 1621, Alfta, Hälsingland, Švedska, † 5. maj 1679.
Njegov sin je bil botanik, filolog in duhovnik Olof Celsius, vnuk pa Anders Celsius, nečak Olofa. Celsius je leta 1674 po večletnem trdem delu razvozlal rune s prečko, ki so jih našli v njegovem rodnem Hälsinglandu. Uspelo mu ni razvozlati le runo R, ki jo je imel za ločilo.
1. 1 2 3 4  Magnus N Celsius — 1917.
2. 1 2 3  Upsala ärkestifts herdaminne — 1845. — Vol. 3. — str. 292-293. — 580 p.